# Cama-sec
|  | Per a altres significats, vegeu «Cama-sec (desambiguació)». |

El cama-sec (Marasmius oreades, del grec marasmós, «extremament prim», i Oreiádes, «nimfes de les muntanyes») és un bolet que té la carn molt minsa i forma grans erols en els prats. Abans, quan no se'n sabia l'origen, s'associaven a l'activitat de les fades i les nimfes de les muntanyes.
També es coneix com a carrereta, carrerola, carriola/corriola, carrioleta/corrioleta, corretjola, cremallola/carmallola/carmaiola/carmanyola/caramenyola, clavellola, rengleret, moixerdina/moixeriga/moixina, moixernó de prat o fals moixernó.

## Morfologia
És un bolet de talla petita, amb el barret prim i llis, de 2 a 6 cm, carnós i elàstic, de vegades amb un mamelló central, d'un groc ocraci fosc, amb làmines lliures, espaiades i gruixudes, del mateix to. Té un peu prim, de 3 a 6 cm d'alçària, ple i molt tenaç, que es recargola quan s'asseca. La seua carn blanquinosa és dolça i suaument perfumada, i desprèn una olor suau i agradable.
Té la capacitat de degradar un tipus de plàstic: el poliuretà.

## Hàbitat
Viu sobretot entre l'herba dels prats en grups nombrosos, sovint formant erols espectaculars, fent cercles que coincideixen amb la zona d'activitat del miceli. Es troba a la primavera i fins i tot a l'estiu, en llocs frescals.

## Comestibilitat
És un comestible excel·lent i s'empra per adobar guisats de carn. Té l'inconvenient que cal molta paciència per a fer-ne un cistell però, en canvi, surt en grups i en gran nombre.
S'asseca fàcilment i pot guardar-se indefinidament per ser consumit fora de temporada.
Al mercat se'l ven envasat en sobrets i en capsetes amb l'incorrecte nom de moixernó.

## Risc de confusió
Pot confondre's amb la colibia dels roures (Collybia dryophila), que se'n diferencia per les seues làmines més fines i cenyides i pel seu peu buit, que s'esquinça quan es recaragola i que també és comestible, però poc apreciat.

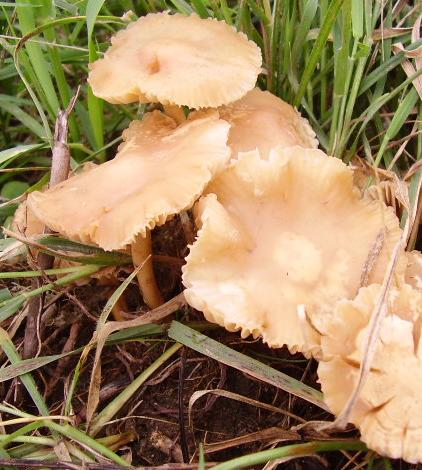
Uns exemplars de cama-secs.